# Стеен, Кнут

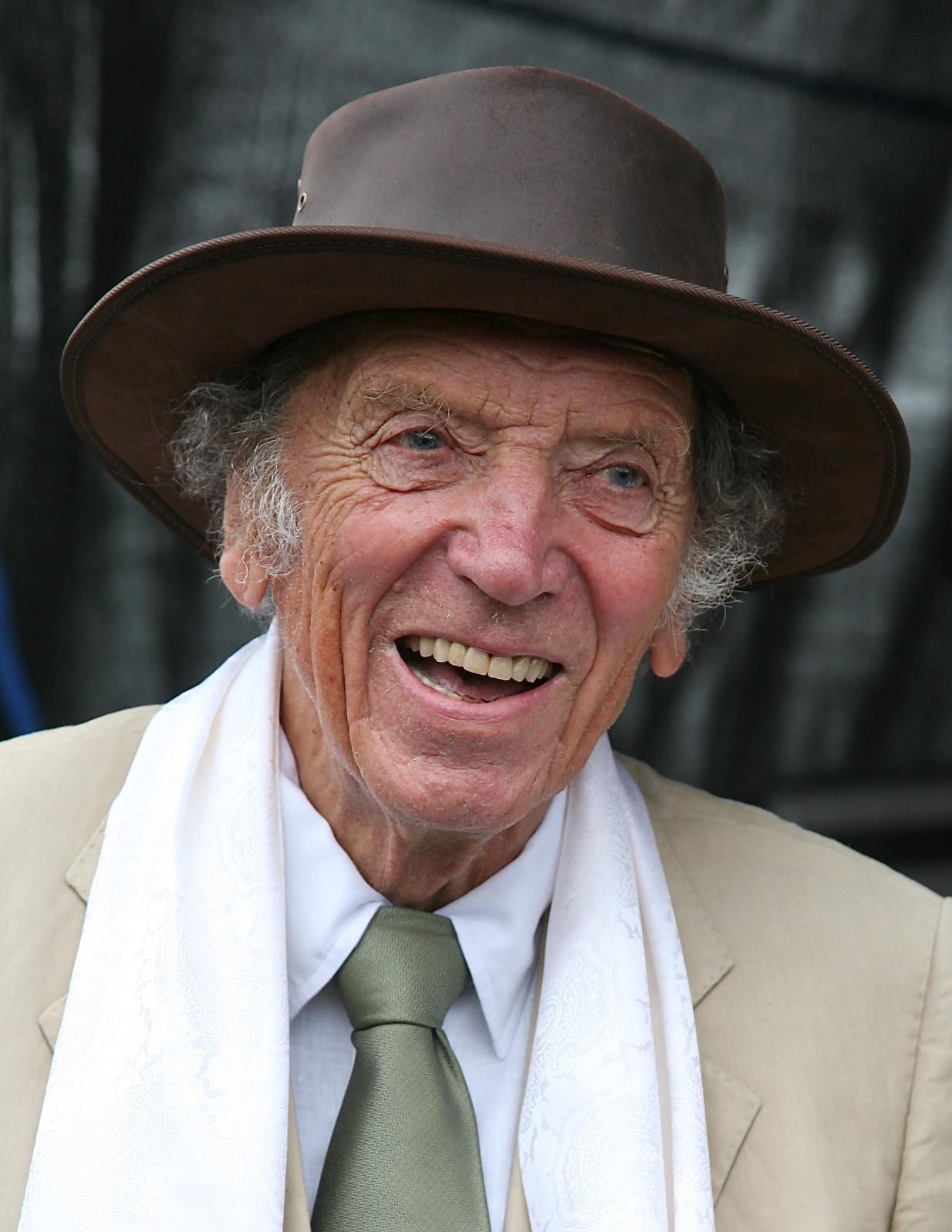

Кнут Стеен (19 ноября 1924, Осло — 22 сентября 2011) — норвежский скульптор.
Родился в Осло в семье водителя грузовика, был старшим из четырёх детей. В молодости работал мусорщиком, грузчиком при больнице, трубачом в джаз-бенде, сотрудником рекламного агентства. Из-за проблем со здоровьем не подлежал призыву на военную службу; в 1944 году поступил в Национальный колледж искусств и дизайна, а по его окончании — в Национальную академию искусств.
Стеен более всего известен по своей работе в Норвежской Национальной академии изобразительного искусства совместно с датским скульптором Пером Палле Стормом. Работал с бетоном, мрамором, бронзой, гранитом и сталью. С 1976 года постоянно жил в Италии, в Карраре. В 2007 году был награждён Орденом Звезды Италии.
В 2000 году Стеен получил заказ на создание восьмиметровой статуи норвежского короля Улафа V, которую предполагалось установить перед зданием мэрии в Осло; эта работа стала предметом серьёзных споров как из-за её стоимости, так и из-за внешнего вида, поскольку Стеен, основываясь на старой фотографии, изобразил короля в военной форме и с поднятой вверх правой рукой, что критики посчитали похожим на изображение диктатора. В итоге городской совет Осло не позволил установить эту статую в городе, и она была установлена в Гулене; памятник был открыт 4 августа 2007 года.